# 嵐寛寿郎
嵐 寛壽郎（あらし かんじゅうろう、新字体：寛寿郎、本名：高橋 照一（たかはし てるいち）、1902年〈明治35年〉12月8日 - 1980年〈昭和55年〉10月21日）は、日本の映画俳優、映画プロデューサーである。
戦前・戦後期にわたって活躍した時代劇スターで、300本以上の映画に出演し、「アラカン」の愛称で親しまれた。同時代の時代劇スターの阪東妻三郎、大河内傳次郎、片岡千恵蔵、市川右太衛門、長谷川一夫とともに「時代劇六大スタア」と呼ばれた。当たり役は鞍馬天狗と『右門捕物帖』のむっつり右門で、前者は40本、後者は36本シリーズ化されている。また、新東宝の『明治天皇と日露大戦争』では、俳優の中で初めて天皇を演じて話題となった（本作では明治天皇を演じた）。晩年は東映任侠映画で助演し、テレビドラマでも活躍した。
祖父は文楽の人形遣いの初代桐竹紋十郎。叔父は俳優の六代目嵐徳三郎。従妹は女優の森光子で、甥にAV男優の山本竜二がいる。自宅は嵐山にあった。

## 来歴
1902年（明治35年）12月8日、京都市木屋町三条下ルに生まれる。「無芸だった」という父親が奉公していた手前、縄手に住む祖母（夫が桐竹紋十郎）の経営する料理旅館「葉村屋」に預けられた。
満十歳の時、母親の「芸事より固い商売を」との方針で、弥栄尋常小学校を五年で中退、七條大宮の衿屋に丁稚奉公させられる。「睡眠5時間、おかずは沢庵二切れのみ、月給一円、休みは月に一度だけ」という殺人的重労働に「まるで留置場やった」と述懐している。
丁稚時代、月に一度の休日に活動写真を観に行くことだけが愉しみで、尾上松之助の忍術トリック映画や、ニコニコ大会（バスター・キートン、チャールズ・チャップリン、ハロルド・ロイドの混載興行）に熱中していた。のちに、チャップリンの「キッド」が鞍馬天狗と杉作とのからみに、キートンの無表情さがむっつり右門の演技に、それぞれ大きな影響になったと述懐している。

### 歌舞伎界へ
1919年（大正8年）、手代から番頭に出世しようという17歳のときに、主人が死去。一から丁稚のやり直しは御免と、祖母に頼んで愛知県岡崎市で巡業中の片岡松之助の一座に加入。「食事は卵に味噌汁付き、給金五円」の待遇に「丁稚奉公のツキイチとは雲泥の差やった」と述べている。一座ではちょうど片岡義士劇の大石主悦役の役者が女をこしらえ逐電したところで、「嵐徳太郎」の芸名をもらい、数えで18歳でいきなり主悦役の初舞台を踏む。この義士劇にはチャンバラがあり、ここで殺陣を覚えた。
当人はこれでかなり自惚れたというが、片岡義士劇では役はいつまでたっても大石主悦役のみだった。「飲む打つ買う」の巡業生活に染まって、オイチョカブに誘われ、松江の巡業先で大事な衣装の紋付まで質に入れる大負けとなり、着の身着のまま京都へ逃げ帰る。
1921年（大正10年）、初代中村扇雀（中村鴈治郎）一座の、当時「ちんこ芝居」と呼ばれた「関西青年歌舞伎」に加わり、女形となる。ここには市川寿之助のほか、のちに映画に移る市川百々之助、市川右一（のちの市川右太衛門）、林長丸（のちの長谷川一夫）など将来のライバルたちが同期生所属していて、百々之助、右太衛門、長丸、アラカンの四人が揃って腰元役で舞台を踏んだこともあったという。「不謹慎にいえば、オイチョカブのおかげで桧舞台を踏むことがでけた」と語っている。芝居の世界は女買いが盛んで、若い徳太郎は酒は飲めなかったが「モテにモテて」、粋筋から引く手あまただったが、女郎を買うときは必ず根引き（独占）にしていた。
1923年（大正12年）、腰元役ばかりでうだつの上がらぬ現状に不満を抱き、「桐竹紋十郎の孫なんぞ大歌舞伎の世界では通用しない」と悟った嵐徳太郎は、「二流の小屋でもいいから芝居らしい芝居がしたい」と東京宮戸座で「大衆歌舞伎」を掲げた叔父の徳三郎の一座に加入。この夏、好きになった年増の芸妓と駆け落ちを決意。出奔の当日9月1日正午に関東大震災が発生。結局女も金も失って、失意のまま京都に戻り「しばらくふぬけていた」という。
しばらくして叔父の徳三郎が東京から引き揚げ、先々代片岡仁左衛門を「うわのせ（特別出演）」して、大阪松島の八千代座での旗揚げ公演を決定。誘いをかけてきた。母親も態度を変えて勧めたので、「月給百五十円」で加入を決意。屋号を葉村屋、叔父徳三郎から「嵐和歌太夫」の芸名をもらう。この一座で片岡千栄蔵（のちの片岡千恵蔵）と鏡台を並べる。
1926年（大正15年）、芸妓に振られ自棄気味だった和歌太夫は女出入りが激しく、ついに淋病に罹り、子種を失うこととなる。入院中は「煙草三箱」で千栄蔵に代役を頼んだ。難聴のおかげで徴兵検査を丙種失格となる。

### 映画界へ
1927年（昭和2年）、癇癪持ちの片岡仁左衛門が、「奴」を踊った千栄蔵（片岡千恵蔵）を「貴様は鈍な役者だ」と真剣の峰で殴った。このときそばで見ていた和歌太夫は「男の面態を!」と心が寒くなり、「阿呆でも名門のセガレは出世がでける、才能があっても家系がなければ一生冷や飯喰わされる、こんな世界に何の未練もない」と思ったという。
この事件が起こったころに、ポスター会社の清正堂を通して、マキノ省三が映画界入りを誘ってきた。マキノ監督は独立した市川右太衛門の後釜として「月給八百円」（当時家が一軒買えた）の高待遇を提示。「丁稚奉公と同じや、ウソで塗り固められた徒弟制度の枠の中で主人の顔色をうかがって、犬のように餌をもらう生活は御免や」と考えていた和歌太夫は、北陸の巡業先から逐電し、同年3月にマキノ・プロダクション御室撮影所に入社した。
和歌太夫によると、大阪松島の八千代座に出ているときに「マキノの先生」が見え、「八百円やるから、カツドウに来い」と誘われた。当時の月給は三百円で、約3倍ということで、「そら行きますがな」ということだった。これを叔父の徳三郎に伝えると「お前、泥芝居 に行くんか、泥芝居の役者ンなんのか!」と怒鳴られ横面を張られた。祖母や親戚中から反対され、勘当同然でマキノへ入ったというが、母親だけは「月給八百円」の条件で大賛成だった。
マキノへ行くと、「この中のどの役をやってみたい？」と雑誌「少年倶楽部」を渡された。嵐が選んだのが鞍馬天狗である。天狗役が決まるとマキノ監督は「俺がつけたる」と、剣の持ち方から立ち回りまで、殺陣の特訓をしてくれた。芸名は「嵐はそのままでええ、こうつと名前やな、叔父貴からもらえ、お前顔が長いよって長三郎にしとけ」と「嵐長三郎」の名を与えられた。片岡千恵蔵に一日遅れた入社だった。
4月、マキノ御室撮影所製作の『鞍馬天狗異聞・角兵衛獅子』でデビュー。脚本は売り出し中の山上伊太郎、撮影は名キャメラマンと謳われた三木稔と、マキノ最高のスタッフで固められたデビュー作だった。それから鞍馬天狗は彼の当たり役となった。
以降マキノの看板スターとして、在籍一年半足らずで27本の映画に主演。『鞍馬天狗』シリーズのほか『鳴門秘帖』『百万両秘聞』でもヒットを飛ばした。

### 嵐寛寿郎プロダクションの設立

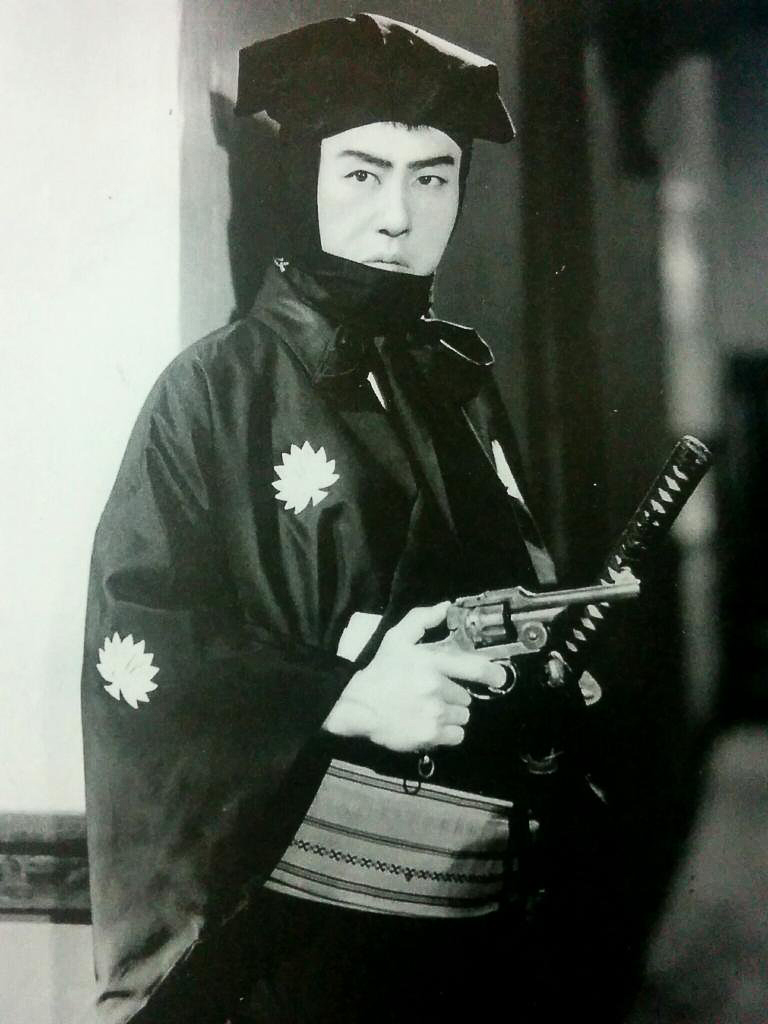
『御存知鞍馬天狗 宗十郎頭巾』（1936年）

1928年（昭和3年）4月、『新版大岡政談 前編・中篇』の2作で丹下左膳を演じたのを最後に、マキノから独立、嵐寛寿郎プロダクション（略称：寛プロ）を設立。独立の理由には、鞍馬天狗を巡るマキノとの軋轢があった。この独立に際して長三郎の名を返上し、葉村屋の宗家の名跡である「璃寛」からとった「嵐寛壽郎」を名乗り、以来生涯この名で通す。しかし、設立第5作の『鬼神の血煙』をもって寛プロは解散した。
1929年（昭和4年）2月、東亜キネマ京都撮影所にスター級幹部俳優として迎えられた。同年、『右門一番手柄 南蛮幽霊』でむっつり右門を初めて演じ、鞍馬天狗と並ぶ当り役となった。
1931年（昭和6年）5月、寛プロ名義、東亜キネマの配給で『都一番風流男』を発表。同年8月に東亜キネマ京都撮影所長の高村正次とともに東亜を退社。第2次寛プロを設立し、7年後の解散までに鞍馬天狗、むっつり右門、銭形平次を演じたほか、山中貞雄を抜擢して『磯の源太 抱寝の長脇差』『小笠原壱岐守』にも主演。寛プロ時代の代表作との声も高い。
しかし、1937年（昭和12年）8月に寛プロは解散した。剛毅な性格だったアラカンは、この「寛プロ」合流に前後して新興キネマの身売り話が持ち上がったことにかこつけて、新興側の永田雅一が寛寿郎に対して「寛プロ」解散費用を全負担し、「八千円の給料」と言う破格の条件で入社をもちかけたところ、「従業員はほっといてお前だけ来い」との永田の一言に激怒。永田と衝突した結果、アラカンは自社の従業員を新興に送り込んで、自身は半年ほど映画界から追放された。従姉妹の森光子は「おとなしいような顔をして、その実は大変な反逆児なんですね。永田雅一さんにさからうなんて、当時考えられないころです。それで一時にせよ映画スターをやめちゃったんですから、あの方は徹底してるんです」と述懐している。
1938年（昭和13年）、日活京都撮影所に入社。ここでも鞍馬天狗とむっつり右門を演じ、ほかにも『出世太閤記』『海援隊』等の佳作に出演した。

### 大映・新東宝時代
1942年（昭和17年）、日活が戦時統合により大映に改組されたことで、大映京都撮影所へ移る。同年の『鞍馬天狗』（伊藤大輔監督）が大映移籍後の主演第1作となる。同作の立ち回りでは「裾さばきが乱れないこと」が特徴とされ、「林長二郎と同じく女形出身だから」と、どんなチャンバラでも裾の乱れは見せなかった。同作で伊藤監督は、アラカンに百メートル疾走する立ち回りを要求し、出来あがった映画で裾さばきが乱れていないことに感心し、「あれもほんとうのわざおぎです」と評している。このころから、一座を組み中国大陸の慰問活動を熱心に行っている。
1948年（昭和23年）、大映京都を退社してフリーとなる。この頃はGHQのチャンバラ禁止令により剣戟映画の製作が禁止されていたため、『私刑』等の現代劇に出演していた。1950年（昭和25年）、綜芸プロダクションを設立。
1956年（昭和31年）、新東宝に入社。新東宝では数少ないスター俳優として活躍し、翌1957年（昭和32年）公開の『明治天皇と日露大戦争』では明治天皇を演じる。同作では、大蔵貢社長じきじきに「日本映画界初の天皇俳優にならんか」とこの役を持ちかけられ、当初乃木希典役と思っていたアラカンは余りの大役に戸惑いつつも、御真影や説話のイメージ通りの威厳ある明治天皇を演じて話題となり、作品は空前の大ヒットを記録する。続けて『天皇・皇后と日清戦争』『明治大帝と乃木将軍』でも明治天皇を演じている。ほか、『大東亜戦争と国際裁判』では東條英機、『皇室と戦争とわが民族』では神武天皇を演じるなど歴史上の大人物を演じることが多かった。
1961年（昭和36年）に新東宝が倒産すると、以後はどこにも専属せず、脇役に回った。

### 晩年
新東宝倒産後は、主に東映任侠映画や松竹・日活のヤクザ・ギャング映画に多く出演した。1965年（昭和40年）からは、『網走番外地』で「八人殺しの鬼寅」を演じ、同シリーズを通しての当たり役となる。
1968年（昭和43年）、今村昌平監督の『神々の深き欲望』に出演。第23回毎日映画コンクールで男優助演賞を受賞した。
この時期からテレビ界にも進出し、テレビドラマにも時折ゲストで出演した。それらのいずれも脇役ながら俳優としての存在感は健在だった。1972年（昭和47年）には『変身忍者嵐』で百地三太夫を演じる。当時は『仮面ライダー』に始まる変身ヒーロー・仮面ヒーローのブームのさなかで、「変身ヒーローの元祖が変身番組に出演」と、その登場は話題となった。
最晩年も活躍し続け、『男はつらいよ 寅次郎と殿様』や『ダイナマイトどんどん』などに出演。後者と『オレンジロード急行』の演技では第2回日本アカデミー賞優秀男優賞を受賞している。
1979年（昭和54年）夏ごろに脳血栓で倒れ京都市西京区の自宅で療養していたが、1980年10月21日に死去した。77歳没。

## 人物
幼少時より、祖母から踊りを仕込もうとされたが、これを嫌って琵琶湖疎水で泳いでばかりいた。このため中耳炎を患い、以来、左耳が難聴となる。若いころから無口だったのはこの難聴のせいだった。
私生活では5回の結婚と4回の離婚とを繰り返したが、別れるたびに前妻に全財産と家屋敷を譲り渡していた。最晩年も40歳年下の久子夫人を伴侶としていた。アラカン自身は「モテたんちゃう。買いに行ったん。映画（界）入ったら月給は三倍やでん。使い道あらへん。これがいかんでしたわ。それから獄道ですワ」と語っている。稲垣浩は求婚した女性が、アラカンの「何番目かの」愛人だったことがあったという。
金銭面には無頓着で、生涯遊べるだけの金を稼ぎながら、財産はほとんど残さなかった。一つには、前述したように離婚のたびに全財産を譲り渡していたこともさることながら、もう一つは面倒見のよさからだった。戦死した「寛寿郎プロ」時代のスタッフの仏前へ、自費で一軒ずつ全国を回って香典をそなえたりと、スタッフへの物心双方の援助も惜しまなかった。新東宝の最後までつきあっているのもスタッフを捨て置けなかったからだった。
その反面、自身は贅沢が嫌いで、衣装道楽も縁がなく、和服も2、3着より持たず、背広も靴も既製品、煙草はマッチ派だった。戦前の全盛期でも自宅から撮影所まで自家用車を使わず京福電鉄嵐山線を利用、戦後はもっぱら円タクを使った。「映画会社の社長はん、ゴルフする暇あったらパチンコせいとは言わんが円タクに乗るべしや」と語っている。円タクで支払いの際に「ワテ嵐寛壽郎ダ」と言えば運転手がファンになる、これが庶民派のアラカン流だった。付き人の嵐寿之助は「盗人に入られても、“警察に届けたらあかんで、折角ゼニつかんで喜んでるのに、気の毒やさかい”という人ですからね。…“他人のためには金は惜しまん、おのれは最低必要なものがあればよい”という精神、これ昔からなんですわ。神様みたいな人です」と証言している。
寛寿郎プロ解散直後、本気で雲隠れに洋行を考えていたが、洋食嫌いの理由で断念した。かなりの偏食で、洋食は一切受けつかなかった。アラカン自身ナイフとフォークを使って肉を食べる習慣が野蛮なものと嫌悪し、味の面でも「ナマリブシみたいなん切らしたら死んでしまいます。トンカツぐらいでんな。西洋料理で口にあうのは」と語っている。日本料理専門だが、それも火が通ったものだけで、刺身も寿司もうけつけなかった。
1939年、琵琶湖の天寅飛行場から大阪湾へ、テスト飛行に無事合格、世間をアッと言わせた。アラカンは運動神経が良く、飛行機だけでなくオートバイや自動車も運転できた。稲垣浩によると、大スタアの中で、自動車に乗れる人は当時ほとんどいなかったという。
嵐寛の立ち回りは「見せる立ち回り」という点で、「アラカンに勝る剣戟スタアは戦前戦後を通じていない」とまで評された。「バンツマ（阪東妻三郎）の立ち回りは悲愴豪壮、大河内傳次郎八方破れ、アラカンは「さばきの美事さ」と定評がある。必殺の白刃を息もつがせず手首の返しで繰り出してくる、切先が銀蛇のようにしない、上段から下段へなぎ立てる。胸元まで来ていま一つのび、蝶のごとく舞う」。

## エピソード
1929年、アメリカの活劇俳優のダグラス・フェアバンクス夫妻が来日の折、滞在先の京都ホテルでアラカンは英語のスピーチをし、「わてが映画俳優として最初に英語で挨拶したんだす」と後年まで自慢していた。なお、そのときの言葉は「ウェルカム・ダゴラス!」のみであった。
寛プロ解散後、しばらくアラカンは無聊を託っていた。元来新しい物好きで自家用車に凝っていたこともあるアラカンは、二等飛行操縦士のライセンスを取り、ドイツ製のフォッカーを購入、自家用飛行機を持つまでに至った。このライセンスを生かし、遊覧飛行のアルバイトをしていたとき、客から「アラカンや、飛行機屋とはけしからん！」と騒がれたことがある。咄嗟に人違いだと言って取り繕ったものの、腹が立って収まらず、「せやけど、聞きずてならへん。アラカンやったらなんでアカンねん。金払ろてとっと去ね！」とやりかえしたという。後年、「役者やっとったらこうはいきまへん。稼ぎは別として、楽しい毎日やった」と述懐している。
1951年、鞍馬天狗の杉作役で共演した美空ひばりについて、「美空ひばりにはたまげた。まあいうたら子供の流行歌手ですよってな、多くは期待しませんでした。かわゆければよいと、ところがそんなもんやない。…男やない女の色気を出しよる。あの山田五十鈴に対抗しよる」と感服し、女優としてのその才能を認めていた。
1957年、『明治天皇と日露大戦争』で明治天皇を演じるが、これを受けた一番大きな動機として、「シネマスコープ、これに心が動きましたんや」と語っている。映画は大ヒットし、アラカンによると封切りで8億円稼いだ。すると大蔵貢新東宝社長がアラカンを新橋の料亭に招き、「寛寿郎くん、ご苦労でした」と10万円くれた。アラカンはこれを「アセモ代のボーナス」だと思っていたところ、「あとで東劇で凱旋興行をやるから衣装を着けて挨拶してくれ」との話になった。アラカンは「あの10万円ギャラやったんか、すまんがそらお断りや、皇室利用して銭儲けしてもわての知ったこっちゃない、せやけど少しは遠慮しなはれ、明治天皇サンドイッチマンにする了見か」と、大蔵の商魂に舌を巻いている。
アラカンが『網走番外地』の老侠客、鬼寅親分を当たり役としていた1960年代に、趣味の競艇に行ったところ、組関係者から丁重に挨拶され、「どうぞ」とわざわざ貴賓室に案内された。アラカンは「鬼寅親分のおかげや。ファンなんだその連中、冬などはまことによろしい。ガラス張りであたたかい、毎度心地よう利用させてもろてます」と喜んでいた。鬼寅は、ロケ地の網走刑務所でも見物していた囚人たちから「アラカン!頑張れ!」と声援が飛び、アラカンを感激させたほどの気の入った役だった。『直撃地獄拳 大逆転』（1974年）でも、ラストの網走刑務所のシーンの締めのためにわざわざアラカンに鬼寅役で1シーン登場させるほど、当時の鬼寅役は知名度の高いものだった。
1968年の『神々の深き欲望』では、実の娘を犯して、彼女を妊娠させ子供を産ませたという鞍馬天狗とは正反対の汚れ役を演じ、映画生活42年目にして映画で初めて賞を受賞した。この役は当初早川雪洲が演じる予定であったが、諸事情により早川が降板。他の俳優を探していたところ、アラカンにオファーが回ってきたが、その役柄に嫌悪感を感じ乗り気がせず一旦拒否する。しかしその後の今村昌平監督の執拗な出演依頼にやむを得ず出演をしたとの事である。この作品の演出指導はかなり苛酷なもので、今村監督にいきなり「あんたは今まで主演ばっかりやっていたから、人の顔見てものを言わない。自分のアップだけしか考えていない」、「役者は相手を見てものを言うもんや。相手と対話して初めて映画になる。お前は一人で目ェむいてる」と言われたという。また撮影時にアラカンが「カメラはどっちや？」と尋ねると今村昌平監督が「こっちや」と明らかに違う方向を指差す等、その演出指導にほとほと嫌気がさしアラカンは何度も現場放棄をしたが、結局撮影に舞い戻ってくるという逸話を残している。
『男はつらいよ 寅次郎と殿様』は、『トラック野郎』と同時にオファーがあり、迷った上での出演であった。甥の山本竜二によると、どちらに出演すべきか相談を持ちかけられ、山本は、「そら先生、寅さんでっしゃろ。国民的映画ですがな」と背中を押してみたが、「せやけど、菅原文太には、新東宝の義理があるさかいなぁ…」と気に掛けていた。が、「後で、トラック野郎にもちゃっかり出演してはりました」と山本は語っている。
医者から高血圧の予防に「くるみの実を手の中で転がしておくように」と言われ、どうせならと、パチンコ店に通い始めた。「趣味と実益と健康と、一石三鳥というわけだ。」と本人は嘯き、なかなかの腕前であった。だがマスコミにパチンコの趣味を暴露されてからは、店内で「先生どうぞ」と、玉のサービスをしてもらったり、桂米朝のNHKビッグショー出演のギャラにパチンコ玉交換券を貰うなどの目にあい、アラカンは「有難迷惑や」と苦笑していた。
落語家林家木久扇の憧れの人であり、『笑点』でも時々アラカンの物まねをする。また、三波伸介が司会していた当時に番組のコーナー「伸介のなんでもコーナー」（1975年7月6日放送）にゲスト出演した際に木久扇（当時木久蔵）と共演した。
水木しげるの漫画作品になぜかよく登場していて、タコに子供を生ませたり、鬼太郎とともに妖怪を退治したこともある。

### アラカンと鞍馬天狗

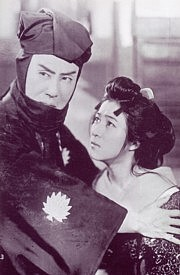
『鞍馬天狗 龍攘虎搏の巻』（1938年）右は香住佐代子

マキノで撮った1927年の初作『鞍馬天狗異聞・角兵衛獅子』から、1956年の『疾風！鞍馬天狗』までの実に30年の長きにわたり、アラカンは40本もの『鞍馬天狗』映画に主演している。もっともこれは確認漏れもあり、アラカン自身は「46本のはずだ」と述べている。一方、「庶民のスタア」だったアラカンは批評家からは「アラカンといえばB級・娯楽版、お子様ランチ」などと差別された一面もあった。
アラカンは当たり役『鞍馬天狗』を引き受けた理由として、杉作という子供のキャラクターを挙げ、「昔から、子供の出る芝居は必ず当たるんですね。“先代萩”ありますやろ。チャップリンの“キッド”ありますやろ。子供が出るので、こりゃいけると思いまして、出さしてもらいますと返事しました。子供使うの得や。思ったとおり、大当たりとりました」と語っている。
長三郎時代からアラカンの殺陣は軽快で「スポーツ剣戟」と評されたこともあった。マキノ雅弘はアラカンの殺陣について「わりあいリアルで伸びが良かった」と語っている。稲垣浩によると、立ち回りで相手に刀（竹光）をパチーンとぶつけることで有名だった。一度立ち回りの際に気合いで六尺棒を竹光で真っ二つに斬ったこともあったという。
鞍馬天狗の立ち回りについては決して下着を見せなかった。「女形をやってましたから、これが結果としてよかったのでしょう。女形の裾さばきちゅうもんはチャンバラと合うんですワ。でも私には、人を斬ったるという気がありました。竹光だから斬れへん。周りは弟子がかためましたから、遠慮いりまへん。弟子にはずいぶん怪我さしてます。でも他人には怪我さしてません」と語っている。
そんなアラカンが一番怖かったのは大河内傳次郎だったという。「私の時に限って真剣使うんですワ。一番仲良かったけど、やっぱり気構えが違うんですな。いつも大河内さんは近藤勇の役で、しかもあの人、近眼でっしゃろ。怖かったですよ」。
1928年に寛寿郎が「マキノ御室撮影所」を退社したが、これは『角兵衛獅子功名帖』を「鞍馬天狗最終作」と会社側が勝手に決めてしまったことが最大の理由であった。また理由はこれだけではなく、折しもこの年マキノ省三が伊井蓉峰を主役に起用して『忠魂義烈 実録忠臣蔵』を制作しアラカンも出演したが、新派の大物である伊井の尊大な態度や監督の指示を聞かない勝手な演技などの我がままを、マキノたちスタッフが招聘した手前どうにもできずに容認していたことを目の当たりにし、このことへの不満も、アラカンに退社の決意を固めさせた要因であったという。
その後、戦中戦後の混乱や空白も乗り越えて、約30年にわたってアラカンは数々の『鞍馬天狗』を制作し演じていたが、1954年、原作者の大佛次郎が自ら『鞍馬天狗』映画の製作に乗り出した。この際にアラカンに不満を言い鞍馬天狗役を封印させたが、大佛の手掛けた、小堀明男を主演に据えた『新鞍馬天狗』は結局、日本映画史に残るとまで言われる（それどころか、作家としての大佛自身の評価にまで傷がつく程の）大失敗作に終わり、『新鞍馬天狗』で映画館が被った損失の補填というとんだあおりを食らってアラカンは代理で2本出る羽目になっている。このときも「言うたら悪いが、生きてる天狗はわてがつくった。」とアラカンは、暗に大佛次郎を非難している。
人物伝としては、この奇骨の人物を愛した竹中労による『鞍馬天狗のおじさんは - 聞き書きアラカン一代』が著名で多くの版で再刊された。晩年のインタビューにより原作者の「天狗が人を斬りすぎる」という意見に対して、アラカンは「活動大写真」（アラカンの表現）としての立場から同意していない。

『疾風!鞍馬天狗』（監督並木鏡太郎、1956年6月8日公開）公開時のポスター広告。

### アラカンとむっつり右門
アラカンの、鞍馬天狗についで有名なキャラクターは38本撮ったむっつり右門である。唇をへの字に曲げて腰を開いて、さァ来いと構えても、右門は「ヤー」とも「オー」とも言わない。無声映画であるから声は聞こえずともよいが、何も言わない顔がかえって迫力があると大いに受けた。アラカンは子供のころからアメリカの喜劇映画が大好きで、「自分がむっつり屋だから」と、「むっつり屋」のキートンがごひいきだった。
アラカンは右門について、「これも自分に合うと思いました。昔はしゃべるのがイヤで、いつも、むっつりやったから。キートン、バスター・キートン、あの人ちっとも笑いまへん。これでいこう!　と思いました、はい」と語っている。

### アラカンと寛プロ
映画プロデューサーとして、アラカンの制作姿勢は前衛的だった。1931年には、最初の色彩時代劇である、『京一番風流男』（仁科熊彦監督）をパートカラーで撮り、1935年には『春霞八百八町』（マキノ正博監督）で真っ先に国産トーキー・映音システムを採用している。
1928年に、マキノ映画のスターたち6人が独立してそれぞれプロダクションを興したが、20mも離れていなかった千恵プロと寛寿郎プロは対抗意識が強く、プロぐるみで反目し合っていた。結局この2つのプロダクションだけが生き残ることとなっている。自らが映画プロデューサーを務めたこの寛寿郎プロでは、1938年公開の『出世太閤記』を「よろしおしたな。あの映画は一生の思い出ドス。」と語っている。
この作品でアラカンは自ら御殿場ロケで使う馬の交渉に当たり、また実現しなかったが阪東妻三郎に信長役での出演を頼みに、阪妻邸まで出かけていって頭を下げたりと精力的にプロデューサー役に務めた。稲垣浩は「山中貞雄を発見したのもそういう情熱があったからだろう」と語っている。そんなアラカンも晩年は「ちかごろの時代劇アキマセンな。なんでこないなことになったのドスやろ」と嘆いていたという。

## 出演歴

### 映画
- 鞍馬天狗シリーズ - 鞍馬天狗
  - マキノ版

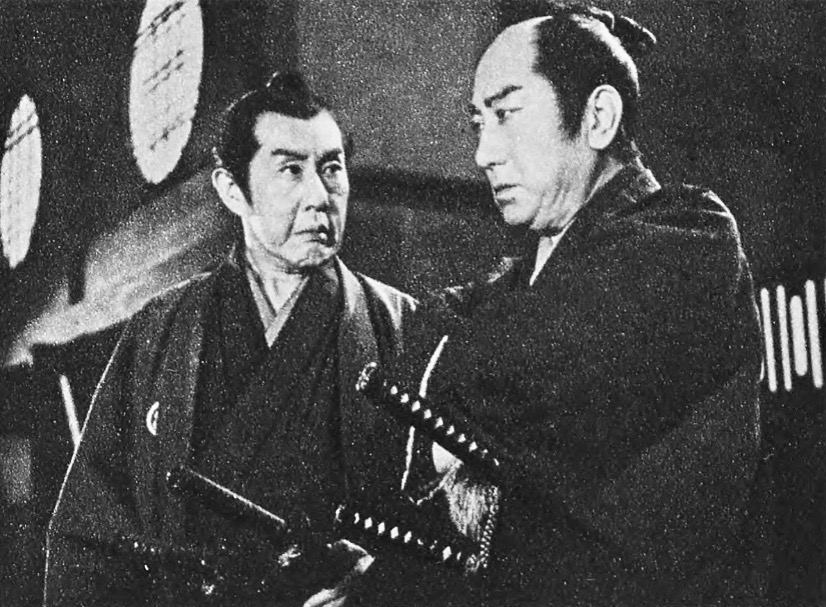
『十三人の刺客』（1963年）

    - 鞍馬天狗異聞 角兵衛獅子（1927年）
    - 鞍馬天狗異聞 続角兵衛獅子（1927年）
    - 角兵衛獅子功名帖（1928年）

  - 寛プロ（第1次）版
    - 鞍馬天狗（1928年）
    - 鞍馬天狗 恐怖時代（1928年）

  - 東亜版
    - 鞍馬天狗（1929年）
    - 続・鞍馬天狗 電光篇（1930年）

  - 寛プロ（第2次）版
    - 鞍馬天狗 解決篇（1931年）
    - 天狗廻状 前篇（1932年）
    - 天狗廻状 後篇（1932年）
    - 鞍馬天狗 地獄の門（1934年）
    - 鞍馬天狗 第一篇 絨り首暗躍篇（1934年）
    - 鞍馬天狗 第二篇 丁字屋敷活殺篇（1935年）
    - 鞍馬天狗 第三篇 影義隊乱刃篇（1935年）
    - 鞍馬天狗 江戸日記 前篇（1935年）
    - 御存知鞍馬天狗 宗十郎頭巾（1936年）
    - 御存知鞍馬天狗 千両小判（1937年）

  - 日活版
    - 鞍馬天狗 角兵衛獅子の巻（1938年）
    - 鞍馬天狗 竜攘虎搏の巻（1938年）
    - 鞍馬天狗 江戸日記（1939年）
    - 鞍馬天狗 恐怖篇（1939年）
    - 天狗廻状 魔刃の巻（1939年）
    - 続天狗廻状 刃影の巻（1940年）
    - 鞍馬天狗捕はる（1940年）
    - 鞍馬天狗 薩摩の密使（1941年）

  - 大映版
    - 鞍馬天狗横浜に現る（1942年）

  - 松竹版
    - 鞍馬天狗 角兵衛獅子（1951年）
    - 鞍馬天狗 鞍馬の火祭（1951年）
    - 鞍馬天狗 天狗廻状（1952年）

  - 東映版
    - 鞍馬天狗 一騎討ち（1952年）
    - 鞍馬天狗 疾風黒母坂（1953年）
    - 危うし!鞍馬天狗（1953年）
    - 逆襲!鞍馬天狗（1953年）

  - 綜芸プロ版
    - 鞍馬天狗 青胴鬼（1952年）

  - 新東宝版
    - 鞍馬天狗と勝海舟（1953年）

  - 宝塚映画版
    - 鞍馬天狗斬り込む（1953年）
    - 鞍馬天狗 疾風八百八町（1954年）
    - 鞍馬天狗 御用盗異変（1956年）
    - 疾風!鞍馬天狗（1956年）
- 鬼薊（1927年、マキノ）大林梅子共演
- 青春（1927年、マキノ）
- 鳴門秘帖（マキノ） - 法月弦之丞
  - 第四篇（1927年）
  - 第五篇（1927年）
  - 第六篇（1927年）
  - 最終篇（1927年）
- 百万両秘聞（マキノ） - 春水主税
  - 第一篇（1927年）
  - 第二篇（1927年）
  - 最終篇（1927年）
- 忠魂義烈 実録忠臣蔵（1928年、マキノ） - 脇坂淡路守、寺坂吉右衛門
- 新版大岡政談（マキノ） - 丹下左膳
  - 前篇（1928年）
  - 中篇（1928年）
- 荒木又右衛門（1929年、東亜）
- 右門捕物帖シリーズ - むっつり右門
  - 右門一番手柄 南蛮幽霊（1929年、東亜）
  - 右門捕物帖 六番手柄（1930年、東亜）
  - 右門捕物帖 十番手柄（1930年、東亜）
  - 右門捕物帖 十六番手柄（1931年、東亜）
  - 右門捕物帖 十八番手柄（1931年、寛プロ）
  - 右門捕物帖 ニ十番手柄（1931年、寛プロ）
  - 右門捕物帖 廿五番手柄 七十七なぞの橙（1932年、寛プロ）
  - 右門捕物帖 三十番手柄 帯解け仏法（1932年、寛プロ）
  - 右門捕物帖 三十五番手柄 越後獅子の兄弟（1933年、寛プロ）
  - 右門捕物帖 三十八番手柄 白矢・黒影・青空（1934年、寛プロ）
  - 右門捕物帖 二百十日（1934年、寛プロ）
  - 右門捕物帖 七化け大名（1935年、寛プロ）
  - 右門捕物帖 花嫁地獄変（1935年、寛プロ）
  - 右門捕物帖 晴々五十三次 乱麻篇（1935年、寛プロ）
  - 右門捕物帖 晴々五十三次 裁決篇（1936年、寛プロ）
  - 右門捕物帖 娘傀儡師（1936年、寛プロ）
  - 右門捕物帖 雪夜の謎（1936年、寛プロ）
  - 右門捕物帖 木曾路の謎（1937年、寛プロ）
  - 右門捕物帖 恋染の手形（1938年、日活）
  - 右門捕物帖 拾万両秘聞（1939年、日活）
  - 右門捕物帖 金色の鬼（1940年、日活）
  - 右門江戸姿（1940年、日活）
  - 右門捕物帖 幽霊水芸師（1941年、日活）
  - 御存じ右門 護る影（1943年、大映）
  - 右門捕物帖 謎の八十八夜（1949年、新光映画）
  - 右門伊豆の旅日記（1950年、新東宝）
  - 右門捕物帖 片目狼（1951年、綜芸プロ）
  - 右門捕物帖 帯解け仏法（1951年、綜芸プロ）
  - 右門捕物帖 緋鹿の子異変（1952年、新東宝）
  - 右門捕物帖 謎の血文字（1952年、新東宝）
  - 右門捕物帖 からくり街道（1953年、綜芸プロ）
  - 右門捕物帖 妖鬼屋敷（1954年、宝塚映画）
  - 右門捕物帖 まぼろし変化（1954年、宝塚映画）
  - 右門捕物帖 献上博多人形（1955年、宝塚映画）
  - むっつり右門捕物帖 鬼面屋敷（1955年、東宝）
  - 右門捕物帖 恐怖の十三夜（1955年、宝塚映画）
- 貝殻一平 前後篇（1929年・1930年、東亜） - 沢井転
- 二刀流安兵衛（1930年、東亜） - 中山安兵衛
- 時代の踊子 前後篇（1930年、東亜） - 久原采女
- 都一番風流男（1931年、寛プロ）※「パートカラー色彩時代劇」
- 戸並長八郎（1931年、寛プロ） - 戸並長八郎
- 御家人桜（1932年、寛プロ） - 三村鉄之丞
- 磯の源太 抱寝の長脇差（1932年、寛プロ） - 磯の源太　※山中貞雄第一回監督作品
- 小判しぐれ（1932年、寛プロ） - いの一の太郎吉
- 小笠原壱岐守（1932年、寛プロ） - 小笠原壱岐守、有賀源五左衛門
- 口笛を吹く武士（1932年、寛プロ） - 清水狂太郎、浅野内匠守
- 銭形平次捕物控シリーズ（寛プロ） - 銭形平次
  - 銭形平次捕物控 富籤政談（1933年）
  - 銭形平次捕物控 復讐鬼（1933年）
  - 銭形平次捕物控 紅蓮地獄（1934年）
- 磧の霧（1933年、寛プロ）
- 相馬の金さん（1933年、寛プロ） - 相馬金次郎
- 山を守る兄弟 前後篇（1933年、寛プロ） - 並木秋之進
- 剣鬼三人旅（1933年、寛プロ）
- 兵学往来髭大名（1934年、寛プロ）
- 松五郎鴉（寛プロ） - 松五郎
  - 前篇 三州星月夜の巻（1934年）
  - 後篇 乱雲秋葉山の巻（1934年）
- 修羅時鳥（寛プロ） - 篠阿波次郎、渋川十蔵
  - 前篇（1934年）
  - 完結篇（1935年）
- 活人剣 荒木又右衛門（1935年、寛プロ） - 荒木又右衛門
- 春霞八百八町（1935年、寛プロ）※初のトーキー
- 鳴門秘帖（寛プロ） - 法月弦之丞
  - 前篇 本土篇（1936年）
  - 鳴門篇（1937年）
- 忠臣蔵 天の巻・地の巻（1938年、日活） - 脇坂淡路守、清水一角
- 荒獅子（1938年、日活）
- 出世太閤記（1938年、日活） - 木下藤吉郎
- 髑髏銭（日活）
  - 前篇 風の巻（1938年）
  - 後篇 雲の巻（1938年）
- 袈裟と盛遠（1939年、日活）
- 海援隊（1939年、日活）
- 江戸の悪太郎（1939年、日活）
- 王政復古（1939年、日活） - 坂本竜馬
- 仇討交響曲（1940年、日活） - 轟十三郎
- 鳥人（1940年、日活） - 浮田幸吉
- 決戦奇兵隊（1941年、日活） - 高杉晋作
- 英雄峠（1941年、日活）
- 剣光桜吹雪（1941年、日活）
- 江戸の竜虎（1942年、日活）
- 維新の曲（1942年、大映） - 徳川慶喜
- 海の豪族（1942年、大映）
- 護る影（1943年、大映）
- 海峡の風雲児（1943年、大映）
- 河童大将（1944年、大映）
- 盤嶽江戸へ行く（1949年、新東宝） - 野々宮一徹
- 白髪鬼（1949年、大映） - 里見
- 私刑 リンチ（1949年、新東宝） - 清吉
- 当り矢金八捕物帖 千里の虎（1950年、新光映画） - 當り矢金八
- 薩摩飛脚（1951年、松竹） - 神谷金三郎
- あばれ熨斗（1952年、大映）
- やくざ狼（1953年、綜芸プロ）
- 恋しぐれ 浅間の火祭り（1953年、東映）
- 人形佐七捕物帖 通り魔（1953年、新東宝）
- 照る日くもる日（1954年、宝塚映画） - 白雲堂
- 旗本やくざ（1955年、宝塚映画）
- 桂小五郎と近藤勇・竜虎の決戦（1957年、新東宝） - 桂小五郎
- 風雲天満動乱（1957年、新東宝）
- 明治天皇と日露大戦争（1957年、新東宝） - 明治天皇
- 隠密将軍と喧嘩大名（1958年、新東宝）
- 天皇・皇后と日清戦争（1958年、新東宝） - 明治天皇
- 稲妻奉行（1958年、新東宝） - 大岡忠右衛門
- 黄金奉行（1958年、新東宝）
- 明治大帝と乃木将軍（1959年、新東宝） - 明治天皇
- 影法師捕物帖（1959年、新東宝）
- 大東亜戦争と国際裁判（1959年、新東宝） - 東條英機
- 日本ロマンス旅行（1959年、新東宝） - 仁徳天皇
- 大天狗出現（1960年、新東宝）
- 地獄（1960年、新東宝） - 閻魔大王（カメオ出演）
- 皇室と戦争とわが民族（1960年、新東宝） - 神武天皇、東条英機
- 敵は本能寺にあり（1960年、松竹） - 徳川家康
- 残菊物語（1963年、松竹） - 五代目尾上菊五郎
- 十三人の刺客（1963年、東映） - 倉永佐平太
- 昭和侠客伝（1963年、東映） - 桜千之助
- 網走番外地シリーズ（東映） - 鬼寅
  - 網走番外地（1965年）
  - 続 網走番外地（1965年）
  - 網走番外地 北海篇（1965年）
  - 網走番外地 望郷篇（1965年）
  - 網走番外地 大雪原の対決（1966年）
  - 網走番外地 南国の対決（1966年）
  - 網走番外地 荒野の対決（1966年）
  - 網走番外地 悪への挑戦（1967年）
  - 網走番外地 決斗零下30度（1967年）
- 主水之介三番勝負（1965年、東映） - 田辺玄達
- 明治侠客伝 三代目襲名（1965年、東映） - 江本福一
- 拳銃は俺のパスポート（1967年、日活） - 島津
- 続 浪曲子守唄（1967年、東映） - 銀造
- 東シナ海（1968年、日活）
- 神々の深き欲望（1968年、日活） - 太山盛
- 緋牡丹博徒シリーズ（東映）
  - 緋牡丹博徒 二代目襲名（1969年） - 杉山貞次郎
  - 緋牡丹博徒 花札勝負（1969年） - 川辺
  - 緋牡丹博徒 お竜参上（1970年） - 鉄砲久
  - 緋牡丹博徒 お命戴きます（1971年） - 大前田英五郎
- 博徒百人（1969年、日活） - 村井磯吉
- 組織暴力 兄弟盃（1969年、東映）
- 昭和やくざ系図 長崎の顔（1969年、日活） - 平田新吉
- 関東テキヤ一家（1969年、東映）
- 五人の賞金稼ぎ（1969年、東映） - 榎太左衛門
- 座頭市と用心棒（1970年、勝プロ） - 兵六爺さん
- 殺し屋人別帳（1970年、東映） - 大正琴の寅さん
- 監獄人別帳（1970年、東映） - 阿久田
- 遊侠列伝（1970年、東映） - 万清屋源造
- 日本やくざ伝 総長への道（1971年、東映） - 南善八郎
- 初笑いびっくり武士道（1972年、松竹） - 松平宗矩
- まむしの兄弟 懲役十三回（1972年、東映）
- 純子引退記念映画 関東緋桜一家（1972年、東映） - 新堀辰之助
- 昭和おんな博徒（1972年、東映）
- 哥（1972年、実相寺プロ） - 森山伊兵衛
- やさぐれ姐御伝 総括リンチ（1973年、東映）
- 山口組三代目（1973年、東映） - いろは幸太郎
- 直撃地獄拳 大逆転（1974年、東映） - 鬼寅
- 狭山裁判（1976年、東映） - 大川竹次郎
- 男はつらいよ 寅次郎と殿様（1977年、松竹） - 藤堂宗清
- 日本の首領 野望篇（1977年、東映） - 組長・河元弥之助
- トラック野郎・一番星北へ帰る（1978年、東映） - 御手洗剛造
- オレンジロード急行（1978年、松竹） - 鈴木鈴之助
- ダイナマイトどんどん（1978年、大映映画） - 岡谷源蔵
- 俺は田舎のプレスリー（1978年、松竹） - 大山吉兵衛
- 日蓮（1979年、松竹） - 延暦寺聖覚上人
- 白昼の死角（1979年、東映） - 高島総長
- 神様のくれた赤ん坊（1979年、松竹） - 高田幾松
- ちゃんばらグラフィティー 斬る!（1981年、東映）

### テレビドラマ
- 侍 第7話「阿地川盤嶽」（1960年、CX）
- テレビ指定席 / 海の畑（1963年、NHK）
- 浪曲ドラマ / 盤嶽の一生（1963年、NHK）
- 大河ドラマ（NHK）
  - 花の生涯（1963年） - 水戸斉昭
  - 赤穂浪士（1964年） - 細川越中守
- 三匹の侍 第1シリーズ 第21話「春雷有情」（1964年、CX）
- 戦国の剣豪（1964年、NTV） - 上泉信綱
- 新選組血風録 第1話「虎徹という名の剣」（1965年、NET） - 弥左ヱ門
- 竜馬がゆく（1965年、MBS） - 河田小龍
- 泣いてたまるか 第58話「下町の青春」（1967年、TBS）
- 銭形平次（CX）
  - 第106話「黒い傷あと」（1968年） - 茂十
  - 第248話「なさけ深川」（1971年） - 源太
- 右門捕物帖 第1話「右門登場」 （1969年、NTV / 東宝）
- 柳生十兵衛 第10話「黒竜の秘密」 （1970年、CX） - 都築勘太夫
- 弥次喜多隠密道中 第9話「帰ってきた男」（1971年、NTV）
- 特別機動捜査隊 第530話「懐かしのメロディー 殺し屋」（1971年、NET）
- 刑事くん 第1部 第10話「枯葉に朝日が」（1971年、TBS） - シバの貞吉
- 土曜グランド劇場 / 3丁目4番地（1972年、NTV） - 木下徳次
- 木枯し紋次郎 第2シーズン 第20話「上州新田郡三日月村」（1972年、CX） - 与作
- 変身忍者 嵐 第26話「死ぬか嵐! 恐怖のスフィンクス!!」・第27話「妖怪! 毒ぐもタランチュラ!!」（1972年、MBS） - 百地三太夫
- 長谷川伸シリーズ 第22話「抱き寝の長脇差」（1973年、NET） - 矢切の七左衛門
- ご存知時代劇 / 赤城の子守唄（1973年、NET） - 御室の勘助
- 新選組 第14話「奈良尼寺の急襲」（1973年、CX） - 国分文左衛門
- 唖侍 鬼一法眼（NTV / 勝プロ） - 慈海和尚
  - 第5話「流転のめぐり合い」（1973年）
  - 第13話「黒髪地獄」（1974年）
- 荒野の素浪人 第2シリーズ 第11話「地獄の沙汰」（1974年、NET） - 青鬼の源五郎
- 鞍馬天狗 第11話「人斬り」（1974年、NTV / 東宝） - 玄海竜
- ちょっとしあわせ（1974年 - 1975年、NET） - 柚木紋平
- 東芝日曜劇場 第980話「社長命令」（1975年、TBS）
- ばあちゃんの星（1975年、TBS）
- 土曜ドラマ（NHK）
  - 紅い花（1976年4月3日） - 老人
  - 大阪親不孝通り（1979年）
- 鞍馬天狗の「家」（1977年、ABC） - 本人（鞍馬天狗）
- 新・必殺仕置人 第11話「助人無用」（1977年、ABC） - 天狗の鞍三
- 日本の戦後 第1集「日本分割 知られざる占領計画」（1977年、NHK） - 鈴木貫太郎
- 土曜ワイド劇場 / 逃亡・雪原の銃声（1978年、ANB）
- 破れ新九郎（1978年、ANB） - 八兵衛

### CM
- ワリシン(日本債券信用銀行発行)（1977年）
- ソフト99「クイックワン」（1980年）